# Mas du Bayle-Vert
 (juillet 2019).
Si vous disposez d'ouvrages ou d'articles de référence ou si vous connaissez des sites web de qualité traitant du thème abordé ici, merci de compléter l'article en donnant les références utiles à sa vérifiabilité et en les liant à la section « Notes et références ».
Le Bayle-Vert est un mas de Crau des XVIIIe et XIXe siècles, situé sur la commune de Grans (Bouches-du-Rhône) où vécut l'écrivain Max-Philippe Delavouët (1920-1990) ; là il créa la totalité de son œuvre. 

## Histoire

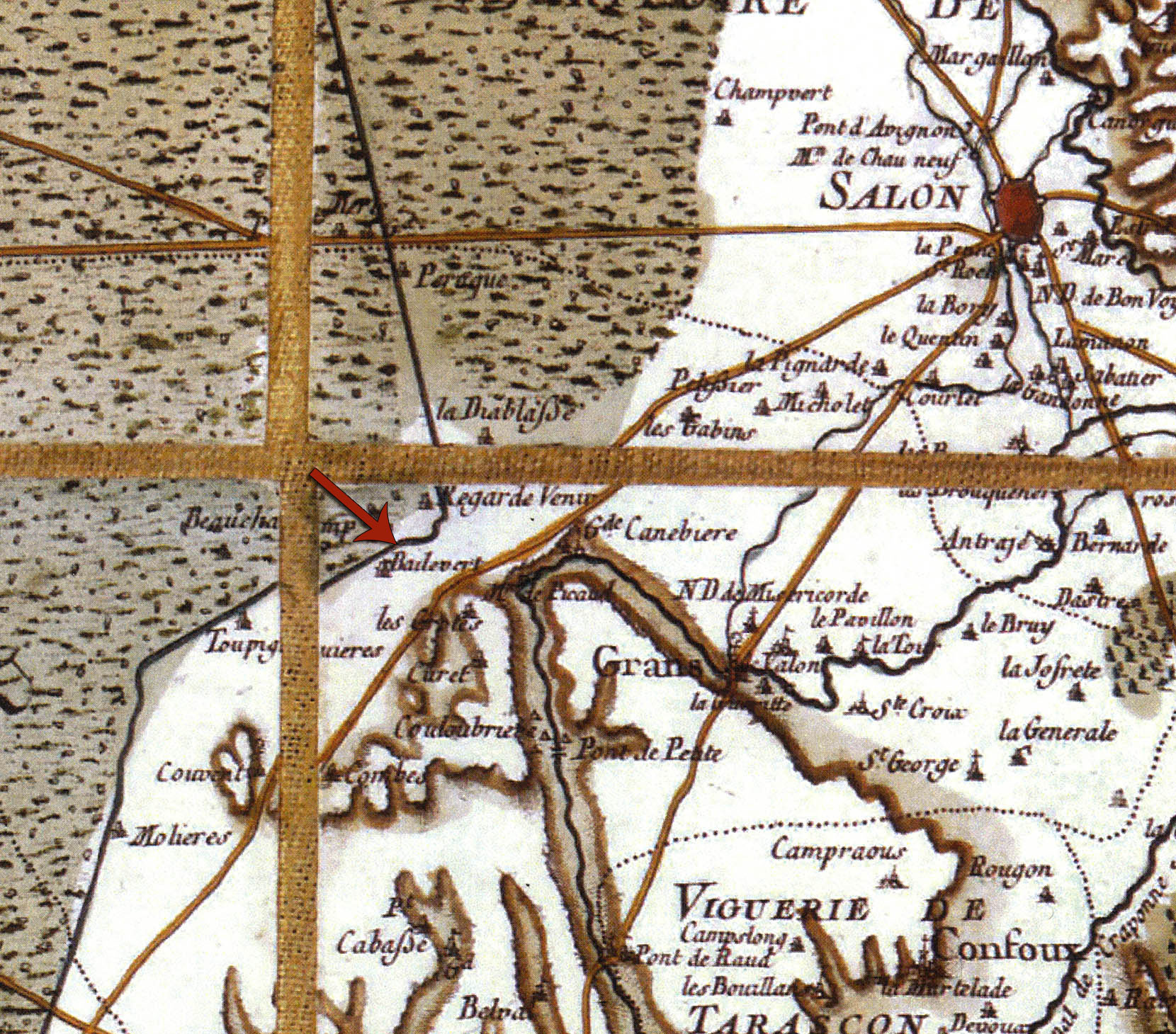
Le Mas du Bayle-Vert sur la carte de Cassini

Déjà mentionné dans la carte de Cassini, le Bayle-Vert est un mas de Crau des XVIIIe et XIXe siècles.
Lieu d'écriture et source d'inspiration, le Bayle-Vert, du vivant de l'écrivain français d'expression provençale Max-Philippe Delavouët, était un lieu d'accueil pour ses amis peintres, écrivains, photographes.
Là, il conçut la totalité de son œuvre poétique, théâtrale et littéraire, édita une collection de livres d'artiste (Les Livres du Bayle-Vert), créa un caractère typographique (Le Touloubre) et une œuvre iconographique (gravures, dessins, tapisseries...).
Lieu de mémoire, le mas, ses bâtiments agricoles et les terres environnantes sont inscrites au titre des monuments historiques par arrêté du 1er mars 1996 « vu l’intérêt suffisant représenté par cet ensemble en raison de la place qu’il tient comme lieu d’écriture et source d’inspiration pour l’écrivain-poète Max-Philippe Delavouët ».
Le Bayle-Vert héberge depuis sa création en 2003, le Centre Mas-Felipe Delavouët, association membre de la Fédération nationale des Maisons d'écrivain et patrimoines littéraires.
Membre de la Fédération nationale des Maisons d’écrivain et patrimoines littéraires, le Bayle-Vert, depuis l’automne 2014, a été labellisé Maison des Illustres.